# Inō Tadataka

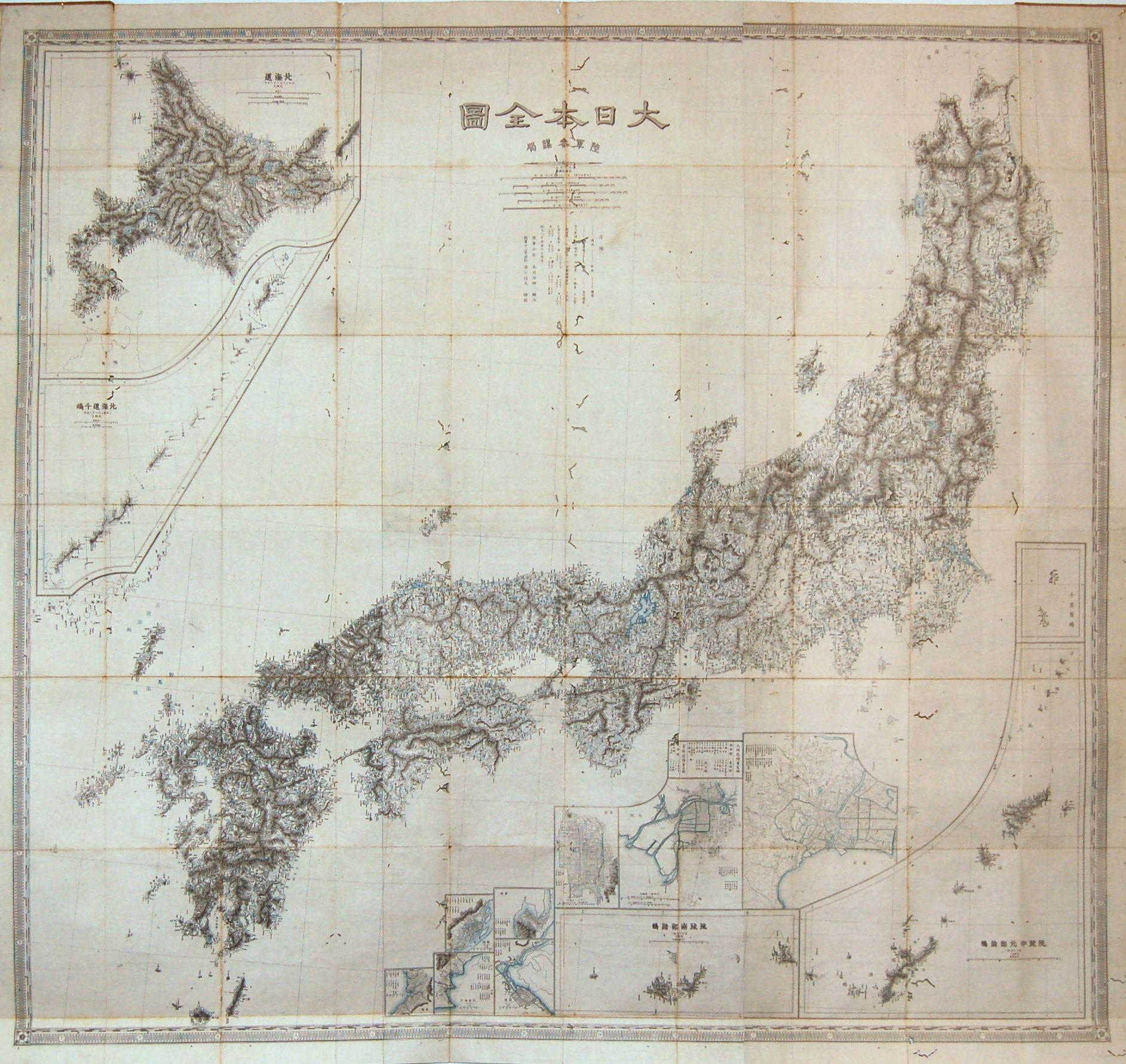
Mapa dobrável do Japão (1878) baseado no trabalho de agrimensura feito por Inō Tadataka

Inō Tadataka (伊能 忠敬, 11 de fevereiro de 1745 – 17 de maio de 1818) foi um agrimensor e cartógrafo japonês. Ele é conhecido por completar o primeiro mapa do Japão usando técnicas modernas de agrimensura.

## Início da vida
Inō nasceu na pequena vila de Ozeki ao meio da praia de Kujūkuri, na Província de Kazusa (no que é hoje a Prefeitura de Chiba). Ele nasceu na família Jimbō e seu nome de infância era Sanjirō. Sua mãe morreu quando tinha sete anos e após uma infância tumultuosa (algo que não era incomum na época), ele foi adotado aos 17 anos pela prospera família Inō de Sawara (hoje um distrito de Katori, Chiba), uma cidade na Província de Shimōsa. Ele administrou os negócios de familia, expandindo no que tange à fabricação de sake e comercialização de arroz, até aposentar-se aos 49 anos de idade.
Após sua aposentadoria, ele se mudou para Edo e se tornou um aluno do astrônomo Takahashi Yoshitoki, com quem aprendeu a astronomia,  geografia e matemática ocidentais.

## Missão

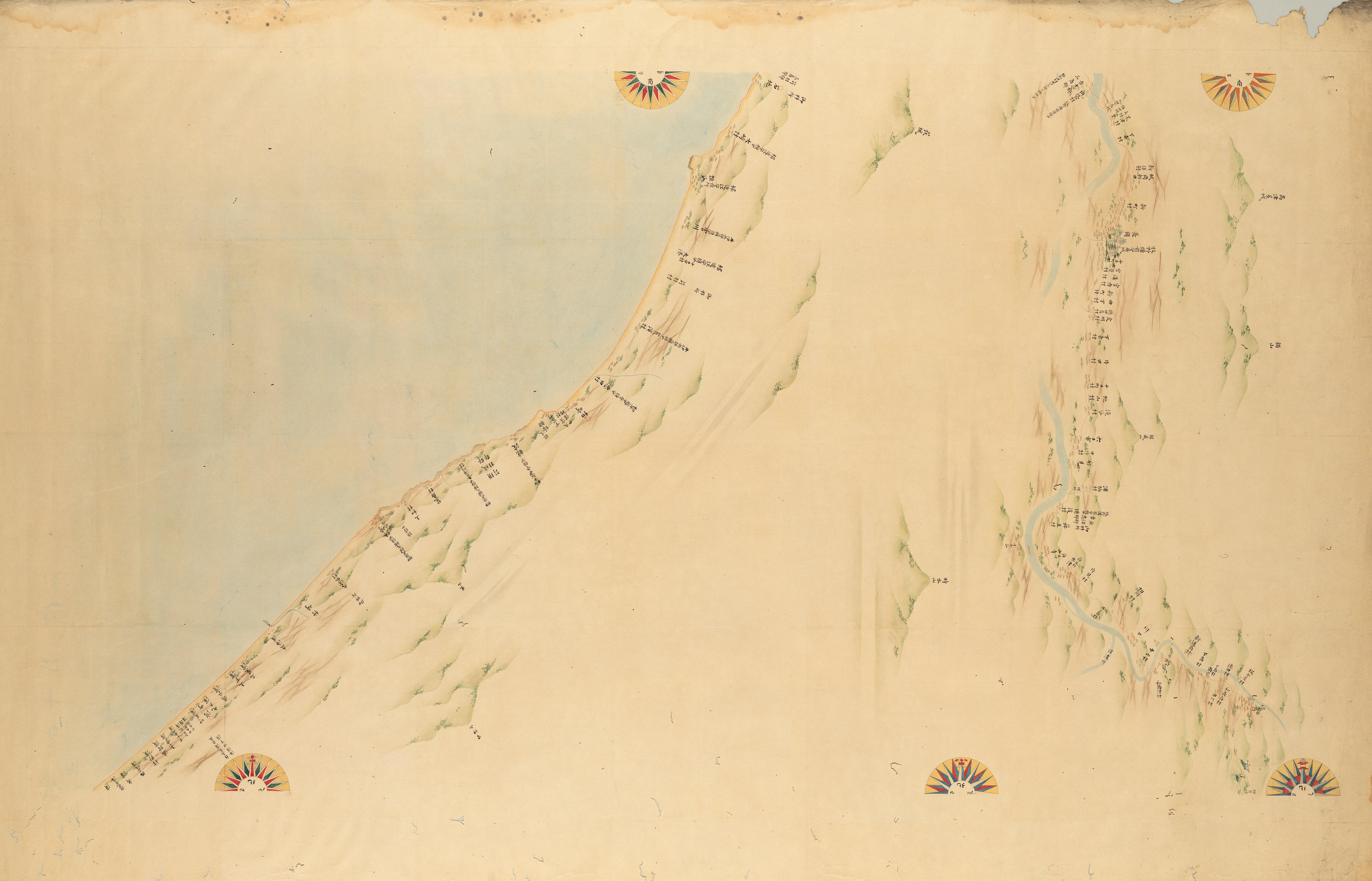
Dai Nihon Enkai Yochi Zenzu №76 Província de Echigo (Echigo, Tokimizu, Nagaoka e Katamachi)

Em 1800, após quase cinco anos de estudo, o xogunato Tokugawa autorizou Inō a realizar o mapeamento do país usando seu próprio dinheiro. Essa tarefa, que consumiu os 17 anos restantes de sua vida, cobriu todo o litoral e parte do interior de cada uma das ilhas japonesas. Durante esse período, Inō teria supostamente passado 3,736 dias medindo (e viajado 34,913 quilômetros), parando  regularmente para apresentar ao xogum com mapas refletindo o progresso de seu mapeamento. Ele produziu mapas detalhados (alguns em escala de 1:36,000 e outros em 1:216,000) de partes seletas do Japão, sobretudo em Kyūshū e Hokkaidō.
O magnum opus de Inō, seu mapa de escala 1:216,000 da litoral inteira do Japão, permaneceu inacabada com sua morte em 1818, mas foi concluída por sua equipe de agrimensores em 1821. Um atlas compilando todo seu trabalho na agrimensura, Dai Nihon Enkai Yochi Zenzu (ja:大日本沿海輿地全図 Mapas da Área Litoral do Japão), foi publicado naquele ano e contava com três páginas de mapas de larga escala em 1:432,000, mostrava o país inteiro em oito páginas em 1:216,000 e tinha 214 páginas de áreas litorais selecionadas em detalhes minuciosos em escala 1:36,000. Os Inō-zu (mapas de Inō), muitos dos quais apresentavam uma precisão de 1/1000 de um grau, continuaram sendo os mapas definitivos do Japão por quase um século, com mapas baseados no seu trabalho permanecendo em uso até 1924.

## Expedições

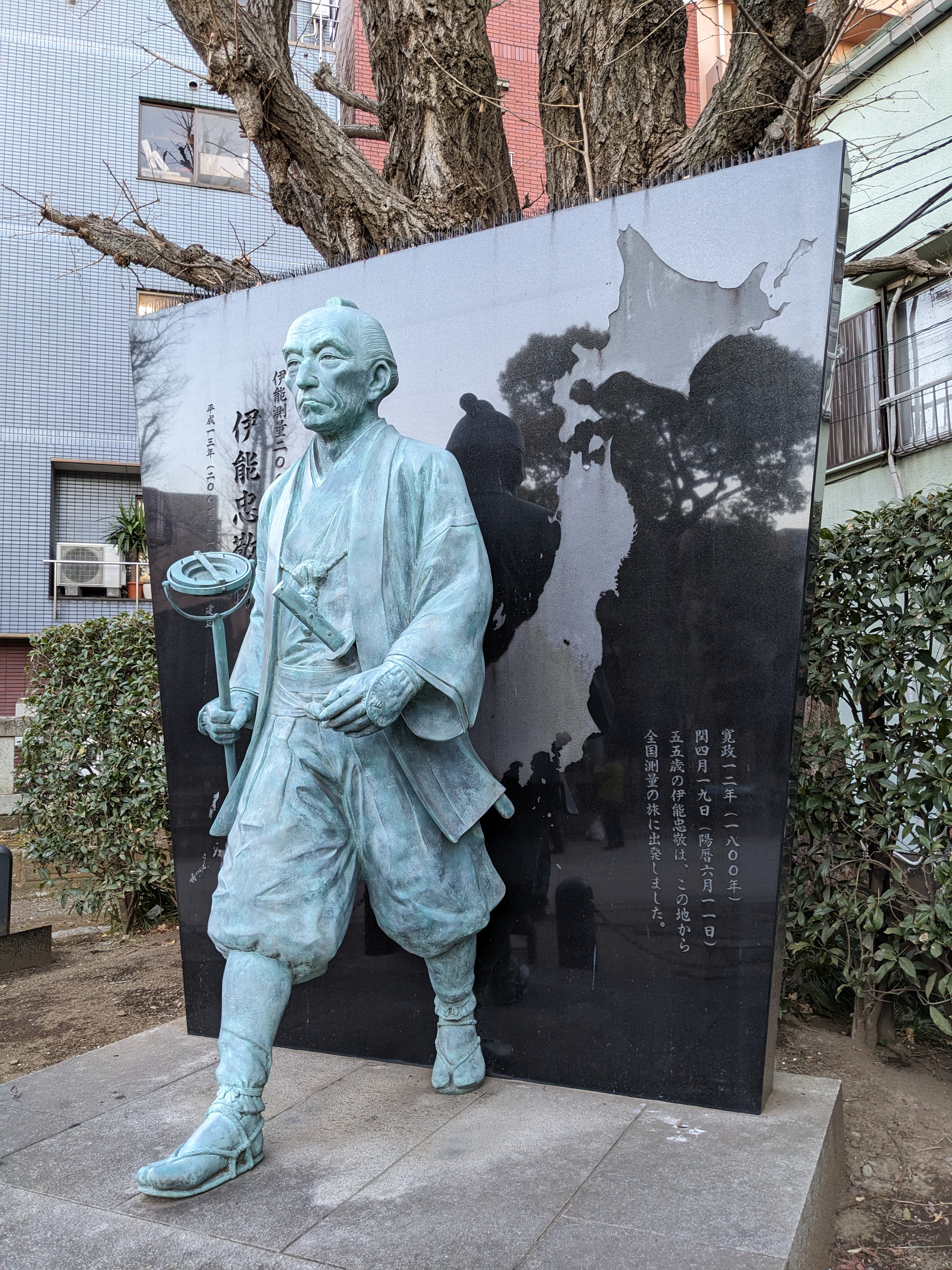
Estátua de Inō Tadataka no santuário Hachiman em Koto-ku, Tóquio

Os levantamentos de Inō foram realizados em dez expedições. O primeiro levantamento teve início em 11 de junho de 1800 e era composto por 5 membros. Esse levantamento teve como objetivo principal começar a mapear a costa de Hokkaidō (onde navios russos haviam chegado para abrir casas de comércio. Esse levantamento foi feito quase que inteiramente medindo os passos a pé  e fazendo observações astronômicas. Eles chegaram a Betsukai (別解) no extremo nordeste de Hokkaidō. No total, caminharam e levantaram 3,244 km.
Os resultados do primeiro levantamento, pago quase inteiramente pelo próprio financiamento de Inō, ajudou o governo xogunal a entender a significância do trabalho. Por esse motivo, a partir da segunda expedição (partindo de Edo no verão de 1801), ele recebeu mais apoio e a rota era mais ambiciosa, cobrindo a maior parte da costa leste desde o sul de Edo até a ponta mais norte de Honshū, e então a parte interior na viagem de volta. Essa expedição durou aproximadamente seis meses e cobriu 3,122 km.
Após o segundo levantamento, cada vez mais confiança foi dada no esforço de Inō. Na quinta expedição, havia 19 pessoas envolvidas e cobriram 7,000 km. Na oitava expedição, cobriram mais de 13,000 km em 914 dias, a maioria em Kyūshū. Nessa época, Inō tinha 70 anos, décadas a mais do que a média de vida naquele período.
Além de seus mapas, Inō produziu trabalhos acadêmicos sobre agrimensura e matemática, entre eles Chikyū sokuenjutsu mondō e Kyūkatsuen hassenhō.

## Comemoração
Em novembro de 1995, o governo japonês emitiu um selo postal comemorativo para a moeda de 80 ienes, mostrando o retrato de Inō e uma seção de seu mapa de Edo.
A maioria das cópias completas do atlas foram perdidas ou destruídas (frequentemente por incêndio), embora uma cópia quase completa do mapa de larga escala ter sido descoberta na coleção da Biblioteca do Congresso dos Estados Unidos em 2001.
Após sua morte, Inō foi uma das 37 pessoas homenageadas Santuário de Hokkaidō como um kami associado aos esforços pioneiros do governo japonês para estabelecer e desenvolver Hokkaidō.
O túmulo de Inō Tadataka está localizado no templo de Genkū-ji em Taitō-ku, Tóquio. O túmulo foi designado como Sítio Histórico Nacional em 1928.

## Antiga Residência de Inō Tadataka
A casa de Inō em Sawara ainda existe e está localizada na margem do rio Ono que atravessa a cidade de Katori. Foi designado como um Sítio Histórico Nacional em 1930. Foi construída no período Edo e é um complexo que consiste de um portão, edifício principal, cozinha anexa, biblioteca e depósito kura. Os edifícios são todos revestidos de azulejo e o edifício principal tem cinco cômodos. A família Inō foi classificada como uma das mais importantes famílias de Sawara. Inō morou nesse local desde que foi adotado, aos 17 anos de idade, em 1762, até sua aposentadoria e mudança para Edo aos 50 anos de idade. No entanto, o edifício existente data de 1973, quando Inō tinha 48 anos, portanto, só morou de fato nessa estrutura por dois anos. A construção foi anteriormente usada como o Museu Memorial Inō Tadataka (伊能忠敬記念館, Inō Tadataka Kinenkan), mas atualmente foi transferido para um novo edifício ao lado oposto da rua.